# 雅茅斯 (緬因州普查規定居民點)
雅茅斯（英語：Yarmouth）是位於美國緬因州坎伯蘭縣的一個普查規定居民點。

## 人口
根據2020年美國人口普查的數據，雅茅斯的面積為13.85平方千米，當中陸地面積為13.58平方千米，而水域面積為0.27平方千米。當地共有人口6125人，而人口密度為每平方千米442.24人。